# العلاقات التونسية الجزائرية
العلاقات التونسية الجزائرية، هي العلاقات الثنائية بين الجمهورية الجزائرية الديمقراطية الشعبية والجمهورية التونسية. كانت تونس أول دولة توقع معاهدة الأخوة والوفاق مع الجزائر، عام 1983. خلال تاريخ الجزائر المستقلة، ارتبطت الجزائر بعدد من الشراكات الاقتصادية مع تونس، ومنها خط الأنابيب الذي يربط الجزائر بإيطاليا مرورا بتونس. إزدادت العلاقات بين البلدين قربا عام 1987 وذلك بعد رحيل الرئيس التونسي الحبيب بورقيبة من السلطة، وتولي الرئيس السابق زين العابدين بن علي.

## تاريخ العلاقات وتطورها
بعد استقلال البلدين ظهرت الكثير من الخلافات السياسية نظرا لاتجاه حكومة البلدين إلى سبل مختلفة، فالرئيس الحبيب بورقيبة لم يكن يخفي ميله إلى المعسكر الغربي في حين كانت الثورة الجزائرية مرتبطة بعمق بالمعسكر الاشتراكي وكانت قياداتها متأثرة كثيرا بالمنهج الناصري الذي لم يكن على ود كبير مع الحبيب بورقيبة. تلقى الكثير من المثقفين الجزائرين ورموز الثّورة الجزائريّة تعليمهم في جامع الزيتونة وذلك هربا من النهج الثقافي الفرنسي في الجزائر في إطار مشروعها لإلحاق الجزائر بالتراب الفرنسي، ما جعل المقاومة الجزائريّة لا تتوقف عند المواجهة العسكرية وحدها بل اتجهت نحو البعد الثقافي والحضاري لمواجهة الإستعمار الفرنسي فمن بينهم، الشيخ عبد الحميد بن باديس، ومفدي زكرياء، ومحمد السعيد الزاهري، ومحمد العابد الجلالي والطاهر وطار، وعبد الحميد بن هدوقة، وعبد المجيد الشافعي وغيرهم والذين كان لهم الدّور الكبير في ما بعد في ترميم الثقافة والهوية الجزائرية...

## ترسيم الحدود

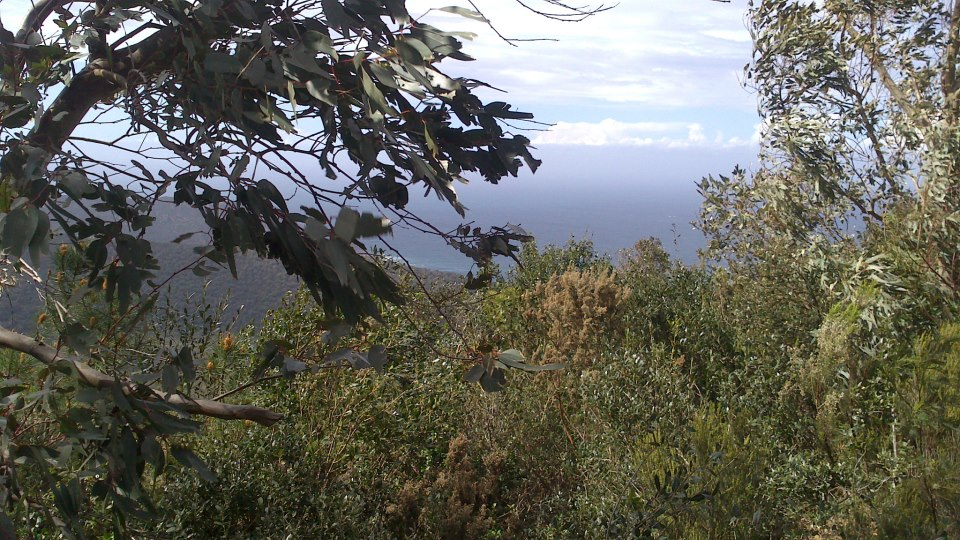
حدود تونس والجزائر

في 8 يناير 2013 صدّق البرلمان الجزائري، على مشروع قانون متعلق بترسيم الحدود البحرية مع تونس.
ويتضمن مشروع القانون المتعلق بالموافقة على اتفاقية الحدود البحرية بين الجزائر وتونس، مادتين وملحقاً يشمل تسع مواد تهدف في مجملها إلى الضبط النهائي للحدود البحرية بين البلدين من خلال ممارسة كل طرف في مجاله البحري، سيادته أو حقوقه السيادية أو ولايته القانونية. وتنص الاتفاقية وفق التقرير التمهيدي للجنة الشؤون الخارجية والتعاون والجالية على تبادل المعلومات في حال التنقيب لاستكشاف أو استغلال الموارد الطبيعية على مقربة من خط الحدود البحرية، وفي حال إمكان استغلال هذه الموارد كلياً أو جزئياً انطلاقاً من الجانب الآخر لخط الحدود يضبط الطرفان باتفاق مشترك الترتيبات المتعلقة بهذا الاستغلال.
كما تنص الاتفاقية على تسوية كل خلاف ينشأ بين الطرفين بخصوص تفسيرها أو تطبيقها عن طريق المفاوضات، وإن تعذّر ذلك يتم اللجوء إلى أي طريقة سلمية أخرى يقبلها الطرفان وفق القانون الدولي.

## المنظمات الدولية المشتركة
| علم المنظمة | اسم المنظمة                        | تاريخ انضمام الجزائر      | تاريخ انضمام تونس         |
| ----------- | ---------------------------------- | ------------------------- | ------------------------- |
|             | الأمم المتحدة                      | 8 أكتوبر 1962             | 12 نوفمبر 1956            |
|             | اتحاد المغرب العربي                | 17 فبراير 1989 (عضو مؤسس) | 17 فبراير 1989 (عضو مؤسس) |
|             | جامعة الدول العربية                | 16 أغسطس 1962             | 1 أكتوبر 1958             |
|             | منظمة التعاون الإسلامي             | 25 سبتمبر 1969 (عضو مؤسس) | 25 سبتمبر 1969 (عضو مؤسس) |
|             | حركة عدم الانحياز                  |                           |                           |
|             | الاتحاد الدولي لكرة القدم (الفيفا) |                           |                           |

## مقارنة بين البلدين
| وجه المقارنة         | الجزائر                              | تونس                   |
| -------------------- | ------------------------------------ | ---------------------- |
| المساحة              | 2,381,741 كم2                        | 163,610 كم2            |
| السكان               | 43,900,000 نسمة                      | 10,982,800 نسمة        |
| مؤشر التنمية البشرية | 0.759 (82 عالميا/2018)               | 0.739 (91 عالميا/2018) |
| العاصمة              | الجزائر العاصمة                      | تونس العاصمة           |
| أكبر المدن           | الجزائر، سطيف، وهران، قسنطينة، عنابة | تونس صفاقس سوسة        |
| نظام الحكم           | جمهوري                               | جمهوري                 |
| اللغات الرسمية       | اللغة العربية                        | اللغة العربية          |
| الديانات الرسمية     | الإسلام                              | الإسلام                |
| العملة               | الدينار الجزائري                     | الدينار التونسي        |
| رمز الهاتف الدولي    | 213+                                 | 216+                   |
| رمز الإنترنت         | .dz                                  | .tn                    |